# Nescafé

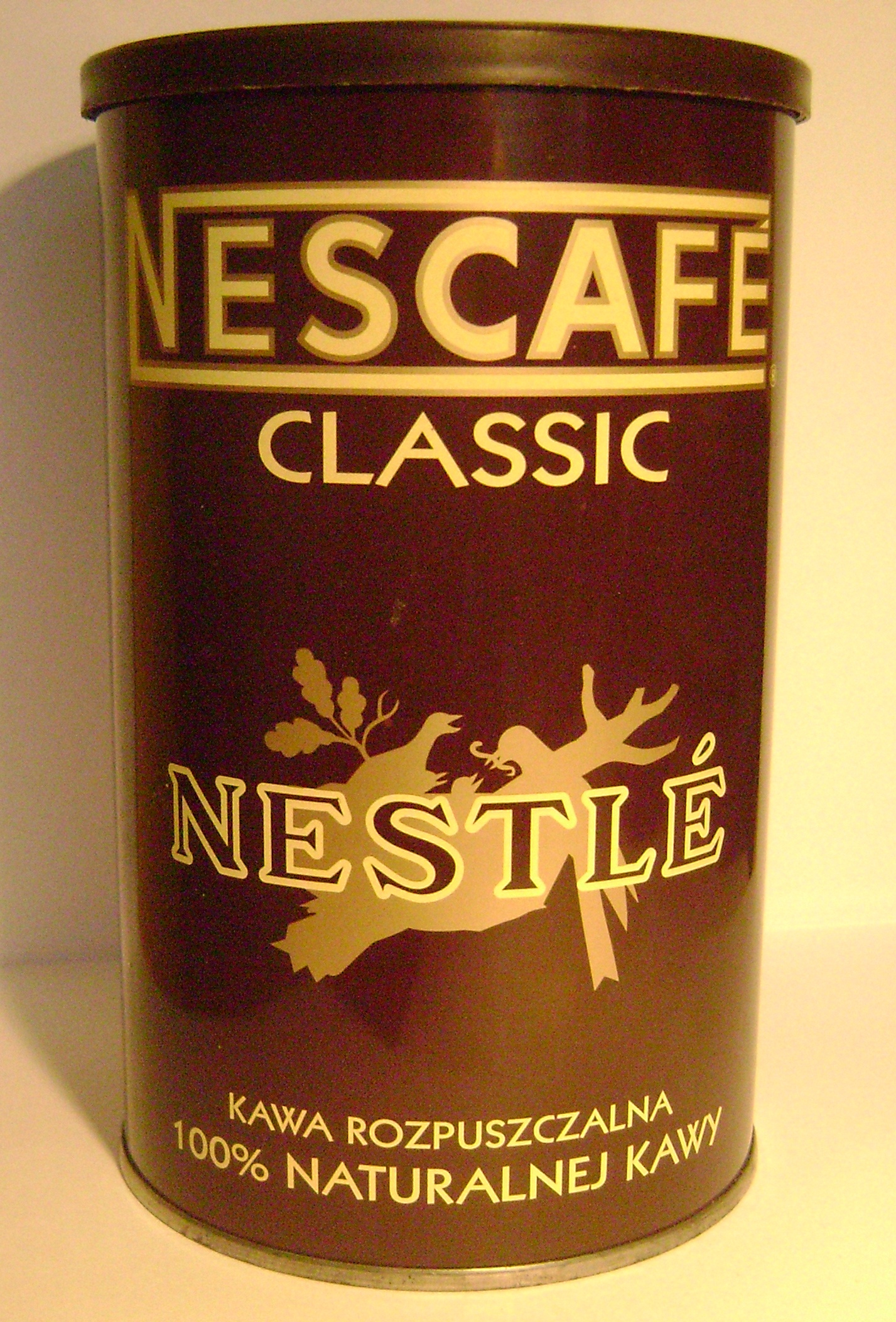
Llauna de Nescafé

Nescafé és una marca de cafè instantani que pertany a Nestlé. El 2005, el valor de la marca s'estimava en 14.800 milions de francs suíssos (± 12.000 milions d'euros). La fàbrica de Nescafé més gran d'Europa es troba a Girona.
El 1930, l'aleshores encara petita societat suïssa Nestlé va començar a fer recerques a la demanda del govern de Brasil per tal de poder conservar el cafè i resoldre el problema dels excedents de producció els anys de bones collites, quan grans quantitats de cafè es destruïen per evitar una caiguda dels preus al mercat mundial. Les recerques es van perllongar més de vuit anys fins a trobar un procediment industrial apropiat. Per a llançar el producte es va crear una marca feta d'un mot creuat de les paraules «Nestlé» i «café». És el derivat de cafè més begut al món.
La Segona Guerra Mundial va contribuir al seu èxit, degut al fet que formava part de les racions d'aliments dels soldats americans al front perquè no haguessin de renunciar al cafè en circumstàncies on era difícil de fer-lo de la manera tradicional. El 2013 el producte va celebrar els seus 75 anys.
A la península Ibèrica la producció va començar el 1944 en una fàbrica a La Penilla (Cantàbria). Un altre pas important va fer-se el 1968 amb l'obertura de la fàbrica de Girona que va esdevenir una de les 27 més grans al món. Hi treballen unes 400 persones per fabricar el cafè soluble i unes 250 més en la fabricació de càpsules. El 2012 la instal·lació gironina transformà unes 80.000 tones de cafè per any, més d'un u per cent de tota la collita mundial. Quan el 2015 finalitzi el programa de modernització, una inversió de 44 milions d'euros, es crearan un centenar de nous llocs de treball.
Als Estats Units, el febrer del 2005 Nestlé va perdre un judici i va haver de pagar 15,6 milions de dòlars a Russell Christoff per haver utilitzat la seua imatge sense el seu permís entre 1997 i 2003 a les etiquetes de l'envàs de la seva submarca americana de cafè soluble «Taster's Choice». El 2007, el Tribunal d'Apel·lació de Califòrnia va anul·lar la sentència. El 2009 el tribunal va canviar d'opinió i el cas es va reobrir.